# Doberman (film)
Doberman (Dobermann, 1997) – francuski film w reżyserii Jana Kounena, w którym główną rolę gra Vincent Cassel.

## Opis fabuły
Charyzmatyczny przestępca Doberman (Vincent Cassel), który dostał pierwszy pistolet już przy chrzcie, kieruje gangiem brutalnych włamywaczy wraz ze swoją piękną, głuchą dziewczyną Romką Nat (Monica Bellucci). Po skomplikowanym i pełnym przemocy napadzie na bank są ścigani przez paryską policję. Pościgiem kieruje sadystyczny inspektor Christini (Tchéky Karyo), który ma tylko jeden cel: schwytać Dobermana za wszelką cenę.

## Obsada
- Vincent Cassel - Yann Le Pentrec / Dobermann
- Tchéky Karyo - kommisarz Sauveur Cristini, hiena
- Monica Bellucci - Nathalie Vidal, Cyganka Nat
- Antoine Basler - Jean-Claude Ayache, Moustique
- Dominique Bettenfeld - Elie Frossard, ksiądz
- Stéphane Metzger - Olivier Brachet, Sonia
- Romain Duris - Manu Vidal
- Chick Ortega - Jacky Sueur, Pitbull
- Pascal Demolon - Lefèvre / Emmanuelle (Drag queen)
- Marc Duret - inspekteor Baumann
- François Levantal - Léo
- Ivan Merat-Barboff - Silverberg
- Patrick Rocca - komisarz Clodarec
- Fabrice Leroy - chuligan w kościele
- Florence Thomassin - Florence
- Roland Amstutz - Jo Hell (wujek Joe)
- Gaspar Noé - handlarz merguez
- Jan Kounen - człowiek w banku